# Station Beekstraat
Station Beekstraat was een halte op de Belgische spoorlijn 75 tussen station Deinze en station De Pinte in Astene, sinds 1971 een deelgemeente van Deinze. De halte werd geopend op 26 mei 1930 en bij de heropening van het traject tijdens de Tweede Wereldoorlog vanaf 15 augustus 1940 niet meer heropend. De halte werd vanuit het nabije station Astene (LTS) beheerd. Ze werd genoemd naar de Beekstraat die hier de spoorlijn dwarst.
0: Gent-Sint-Pieters ·
3,7: Sint-Denijs-Westrem ·
5,0: Hemelrijk ·
6,1: De Pinte ·
9,0: Broekstraat ·
9,8: Deurle ·
12,1: Muizenhol ·
13,1: Beekstraat ·
13,8: Astene ·
15,1: Deinze ·
19,0: Machelen ·
22,0: Olsene ·
24,4: Zulte ·
27,3: Waregem ·
31,8: Desselgem ·
33,9: Beveren-Leie ·
36,1: Harelbeke ·
41,4: Kortrijk ·
42,2: Kortrijk-Vorming ·
43,9: Marke ·
46,5: Lauwe ·
49,8: Aalbeke ·
53,8: Moeskroen